# Cursus honorum
Cursus honorum (latinsky cesta poct, pořádek hodností) je pojem, označující služební postup jednotlivých úřadů v antickém Římě. Tato zvyková norma zaručovala, že nebylo tak možné jednoduše do úřadu dosadit občana, který se již dříve nestaral o státní záležitosti. Funkce tvořící cursus honorum tvořily následující úřady: vojenský tribun, kvestor, edil, prétor, konzul. V zastávání úřadů se postupovalo od nižších (kvestor, edil) k vyšším (prétor, konzul), pro zastávaní jednotlivých úřadů byl stanoven věkový limit. jestliže někdo zastával úřady v předepsaném věku, označovalo se to pojmem suo anno (např. Marcus Tullius Cicero nebo Gaius Iulius Caesar zastávali všechny úřady v předepsaném pořadí a v předepsaném věku).
V době úpadku republiky byl tento postup porušován, např. Gnaeus Pompeius Magnus obdržel od senátu prokonzulské impérium, přestože do té doby neabsolvoval žádnou předepsanou magistraturu.

## Kariéra římského úředníka
První stupněm, po absolvování desetileté vojenské služby, byla pro uchazeče o úřední hodnosti funkce kvestora (Quaestor), buď před jeho přijetím, nebo po přijetí do senátu. Tato funkce nezaručovala místo v senátu, ale praxe byla taková, že pokud úředník nebyl členem senátu, byl za něj přijat. Tato funkce byla bez imperia, kvestor byl vlastně nižší soudní a hospodářský úředník. Podmínkou této funkce byl věk 30 let.
Druhým nižším úřadem byla edilita (aedilis), do kompetence těchto úředníků spadala péče o město Řím (cura urbis), o náboženské slavnosti a hry (cura ludorum) a o zásobování Říma obilím (cura annonae).
Praetor byla vyšší soudní funkce s impériem, jejíž náplní byl dohled nad soudy. Uchazečem o tuto funkci se mohl jedinec stát devět let po vstupu do senátu a ve věku 40 let.
Po další dvouleté přestávce následoval jeden ze dvou vrcholů úřední kariéry, kterým byl konzulát. Konzul byl nejvyšší úřední funkce, která sebou nesla nejvyšší soudní a vojenská práva.
Konzulové svolávali sněmy a senát, předsedali na nich a předkládali jim návrhy. Vykonávali významné náboženské rituály jménem obce. K jejich právům patřilo vnitřně spravovat stát, kde jim příslušela např. péče o pořádek, bezpečnost, státní hospodářství a právo rušit nařízení všech nižších úředníků, kromě tribuna lidu.
Ve vojenské oblasti jim příslušelo vrchní velení, byli oprávněni stavět armádu a přijímat její přísahu, jmenovat a povyšovat důstojníky, vést válku, přijímat kapitulaci nepřítele.
Jejich impérium bylo v civilní správě omezeno právem občana odvolat se ke sněmu a právem veta tribuna lidu, vojenské impérium bylo neomezené.
Posledním krokem v kariéře úředníka se stal úřad censora, který nebyl Římany pokládán za součást pořadí hodností. Vzhledem k tomu, že tohoto úřadu nemohl dosáhnout nikdo, kdo neprošel úřadem konzula, můžeme tuto funkci považovat za pokračování cursu honorum.
Na censora kandidovali, nebo byli zvoleni jenom ti konzulové, kteří měli pověst čestných mužů a byli všeobecně uznávaní. Censor byl velmi vážený muž „nejpřednější ze Římanů“, a proto také zvolení bylo velkou poctou. Censoři dělali ohodnocování majetku římských občanů (census), na jeho základě zařazovali občany do příslušných majetkových tříd. Sestavovali seznam členů senátu, do kterého zařazovali občany, splňující majetkový census původně 400 000 sesterciů, později až 1 milion) a kteří v minulosti zastávali příslušné úřady – na prvním místě zapsali bývalé censory, pak konzuly, prétory, edily a kvestory. Jestliže nebyl naplněn stanovený počet členů, zařadili do seznamu nové členy s příslušným majetkovým censem. Tito noví členové se jmenovali homines novi („noví lidé“). Censoři sledovali i morálku členů senátu (mores) i jejich rodinných příslušníků, na základě nemorálního chováni je mohli vyloučit ze senátu.
Přidělovali „státního koně", vedli soupis římských občanů. Měli také na starosti odhad majetku, státní zakázky a veřejné a stavební práce (např. silnice).